# 바위산저빌
바위산저빌(Gerbillus rupicola)은 황무지쥐아과에 속하는 설치류의 일종이다. 말리에서만 발견된다. 자연 서식지는 건조 사바나 지대와 암반 지대이다.

## 특징
꼬리 길이 136~142mm를 제외한 몸길이가 95~106mm인 작은 설치류로 발 길이는 26~27mm, 귀 길이는 14.5~16.5mm이다. 몸무게는 최대 39g이다. 등 쪽은 갈색을 띠는 반면에 배 쪽은 완전히 희다.

## 생태
주로 땅 위에서 생활하는 육상성 동물이고, 야행성 동물이다.

## 분포 및 서식지
말리 니제르강 중류를 따라서만 알려져 있다. 암반 지대와 건조한 사바나 지역으로 둘러싸인 구릉 지대에서 서식한다.